# 烏爾都語文學
烏爾都語文學（“Adbiyāt-i Urdū”）泛指使用乌尔都语書寫的文学作品。烏爾都語屬於用阿拉伯文字編寫的印度斯坦语。作品類型則以詩歌為主，特別是加扎勒和Nazm等詩歌形式，但在現代它已經擴展至其他文學作品，包括短篇小說或afsana。由於烏爾都語是巴基斯坦的官方语言，也是印度的22種法定保護語言之一，因此在巴基斯坦頗受歡迎。

## 歷史背景
烏爾都語文學於14世紀左右在北印度興起。幾個世紀以前穆斯林統治者（通常是突厥或阿富汗血統）對伊斯蘭文化的支持，均對烏爾都語的發展產生深遠的的影響，因此整個印度-伊朗語族都存在這兩種文化遺產。

## 近古：印度波斯語的轉向

### 烏爾都語初興
烏爾都語文學起源於波斯文學，始於12至13世紀，阿米爾‧霍斯陸（1253-1325）是第一位烏爾都語詩人，他首先用半波斯與半烏爾都語的混合語寫詩，其代表作有《哈里格‧巴里》詩集。而烏爾都語文學在15世紀的德干高原得到了真正的發展。這一時期波斯語的雙行詩、四行詩、敘事詩、哀輓詩、頌詩被廣泛應用於烏爾都語中。

### 北印度的蘇菲主義
加耶西(1493-1542)代表作為《伯德拉馬沃德》。這一時期的代表人物和代表作有穆罕默德·夏赫(1580-1627年)的《九歌》、穆罕默德·瓦里(1668-1744年)的《瓦里詩集》。穆罕默德·瓦里是德干後期的著名詩人，被譽為烏爾都語詩歌的奠基人。他的詩歌作品對後來興起的德里詩派產生了很大的影響。18-19世紀，烏爾都語文學中心轉移到印度北部。這一時期的重要詩人有夏赫·阿布魯·西拉傑·屋得丁·阿爾祖、夏赫·阿迪姆、米爾·特基·米爾(1722-1810年)以及密爾·阿門及其代表作《花園的春天》(1803年)。米爾·特基·米爾被譽為烏爾都語最偉大的抒情詩人，有烏爾都語「詩聖」之稱。此外，還有現代烏爾都語文學奠基人賽義德·艾哈默德·汗(1817-1898年)哈利、艾哈邁德·納茲爾等。
19世紀散文體寫作始於威廉姆斯學院。該學院翻譯改寫了大量的梵語文學作品、波斯文學作品。密爾·阿門把波斯語傳說故事《四個乞食僧》改寫成流傳至今的傳說故事《花園的春天》。隨著蒙兀兒帝國的衰落，德里再度爆發戰亂，德里詩派也逐漸沒落。

## 近現代：民族主義

### 阿格拉與德里
19世紀初烏爾都語文學中心又回到德里，產生米爾扎·迦利布、毛門等一批著名詩人。20世紀以來，烏爾都語文學發展迅速，出現一大批烏爾都語文學和藝術家。迦利布(1797-1869)是該時期最具代表性作家。同一時期還有：阿爾塔夫·侯賽因·哈利(1837-1914)、希布利·諾馬尼(1857-1914)、伊斯瑪儀米爾迪(1844-1917)、阿克巴·伊拉哈巴迪(1846-1921)、納茲爾艾赫默(1836-1912)、勒登納薩夏(1846-1902)、阿卜杜赫利姆塞勒(1860-1926)、米兒扎魯斯瓦(1858-1931)、賽達赫默丹(1817-1898)、穆罕默都賽因阿扎德(1830-1910)。

### 現當代：印巴分治
1947年印巴分治後，此時烏爾都語的文學作品分成兩方面，第一方面是描繪印巴分治後，印度教徒和穆斯林之間相互殘殺，兩國人民遭受的痛苦與折磨，另一方面，由於巴基斯坦獨立後，國內矛盾漸趨尖銳，作為反映社會的現實文學，著重於反應接露社會的陰暗面。代表作家：穆罕默德·伊克巴勒(1877-1938)、克里山錢達爾(1914-1977)。

## 示例
- اورنگزیب عالمگیر
- رتبیتوڈزیاگننئامییپاخؿ

## 外部連結
- Columbia University: Urdu Language Sources （页面存档备份，存于）
- Maḫzan al-asrār. Niżāmī raqm-i Muḥammad. Dessinateur 1538 AD （页面存档备份，存于）
- Best Urdu Quotes
- Hindustani Language and Literature （页面存档备份，存于）